# Fidena nitens
Fidena nitens är en tvåvingeart som först beskrevs av Jacques-Marie-Frangile Bigot 1892.  Fidena nitens ingår i släktet Fidena och familjen bromsar. Inga underarter finns listade i Catalogue of Life.